# فريدريك بتيت (دراجات نارية)
فريدريك بتيت (بالفرنسية: Frédéric Petit)‏ هو متسابق دراجات نارية فرنسي. نافس في سباقات بطولة العالم لفئة 125 سي سي. بدأ المنافسة في بطولة الجائزة الكبرى سنة 1994. أفضل موسم له كان موسم سنة 1997 عندما جاء في المركز العاشر في بطولة العالم لفئة 125 سي سي.

## روابط خارجية
- فريدريك بتيت على موقع MotoGP.com (الإنجليزية)